# 道仁矶镇
道仁矶镇，中华人民共和国湖南省岳阳市云溪区下属的一个镇，位于云溪区西部，长江南岸。

## 建制沿革
- 解放初，属临湘县六区；
- 1958年，属江南公社；
- 1961年，属陆城公社；
- 1984年，属陆城乡；
- 1994年，析陆城镇建道仁矶镇。

## 行政区划
道仁矶镇下辖1个社区、7个行政村：
- 道仁矶社区
- 大田村、基隆村、泗泷村、滨江村、丁山村、柳田村、沙湾村